# Герб Чебоксар
Герб міста Чебоксари затверджений 4 серпня 1998 року міськими зборами депутатів Чебоксар. Герб міста в його нинішній формі (без обрамлення гербового щита) був затверджений сесією Чебоксарської міськради депутатів трудящих 3 червня 1969 року. Автор герба, Еллі Михайлович Юр'єв, зберіг у нижній частині щита п'ять качок з історичного герба (але вони стали білими на синьому тлі). У верхній же частині поміщений біло-червоний Чуваський орнамент; в центрі орнаменту дата «1469».

## Опис герба
Герб міста Чебоксари являє собою Срібний пересічений щит французької форми, розділений на главу і підставу. У блакитному полі підстави-природні фігури «П'ять срібних качок» летять, конвертом. У червленому полі глави, відокремленому від основи зигзагоподібної лінією (в Чуваської орнаментиці — зображення річки — в даному випадку річки Волга) три срібних стилізованих під Чуваський орнамент — силуети дубів. Внутрішнє поле двох крайніх дубів Червлене, поле середнього силуету-блакитне. На блакитному полі дуба Срібна цифра «1469» — дата першої літописної згадки.
Щит герба увінчаний природними фігурами-трьома чотирипроменевими восьмикутними пурпуровими, облямованими золотими зірками і обрамлений симетричним декоративним стилізованим орнаментальним мотивом (Хміль) золотого кольору, замкнутим внизу девізним картушем з написом у два рядки «Шупашкар» — «Чебоксари» на пурпуровому полі.

## Символіка герба
Символ "П'ять срібних качок " — емблема, дарована імператорським указом в 1783 році, що означає: « У верхній частині щита герб Казанський. У нижній-п'ять летять, в золотому полі качок в знак того, що в околицях цього міста оних дуже рясно». Згідно з правилами геральдики символ «П'ять летять конвертом качок» не підлягають заміні і зміні. Цей неповторний символ у світовій геральдиці, означає Прагнення до свободи, ініціативи та прояви досягнення поставлених цілей.
Блакитне, блакитне поле в геральдиці означає-символ краси — ясності, м'якості і величі.
Дуб, улюблене дерево чуваш, субординарна (негеральдична) фігура, що означає силу, вічність, фортеця.
Емблема «Три срібних дуби» — символ. Ці три силуети на чолі щита герба Чебоксар означають існування міста Чебоксари в часі: в минулому, сьогоденні і майбутньому.
Три чотирипроменеві восьмикутні зірки, що вінчають герб міста-графічне вираження девізу Державного герба Чуваської Республіки: «були, є і будемо».
Орнаментальний наміт «хміль „з девізним картушем“ Шупашкар „ -“ Чебоксари» — елементи, запозичені з держсимволіки Чуваської Республіки, вказують на правовий статус міста Чебоксари, як столиці Чуваської Республіки.

## Малий герб

Малий герб Чебоксар

Малий герб позбавлений орнаменту з хмелю, символів сонця і картуша

## Історія

### Герб 1781 року

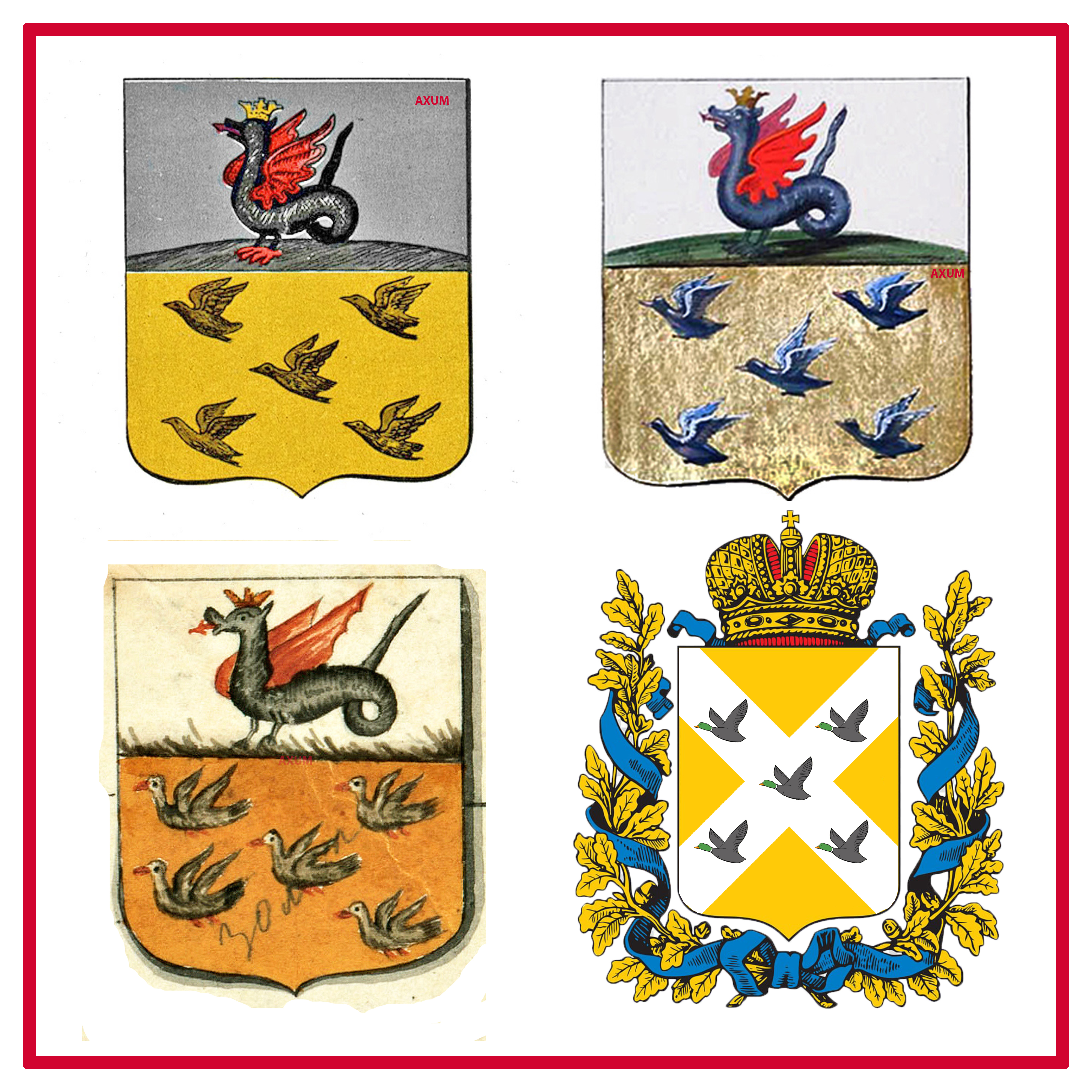
Історичний Герб Чебоксар

Даний герб міста Чебоксари був затверджений 18 жовтня 1781 разом з іншими гербами Казанського намісництва.
П'ять летять в золотому полі диких качок, в знак того, що в околицях цього міста оних дуже рясно
У означення того, що місто належить Казанському намісництву» у верхній частині щита доданий Казанський герб: «змій Чорний під короною золотою, Казанською, крила червоні, поле біле

### Проект герба 1859 року

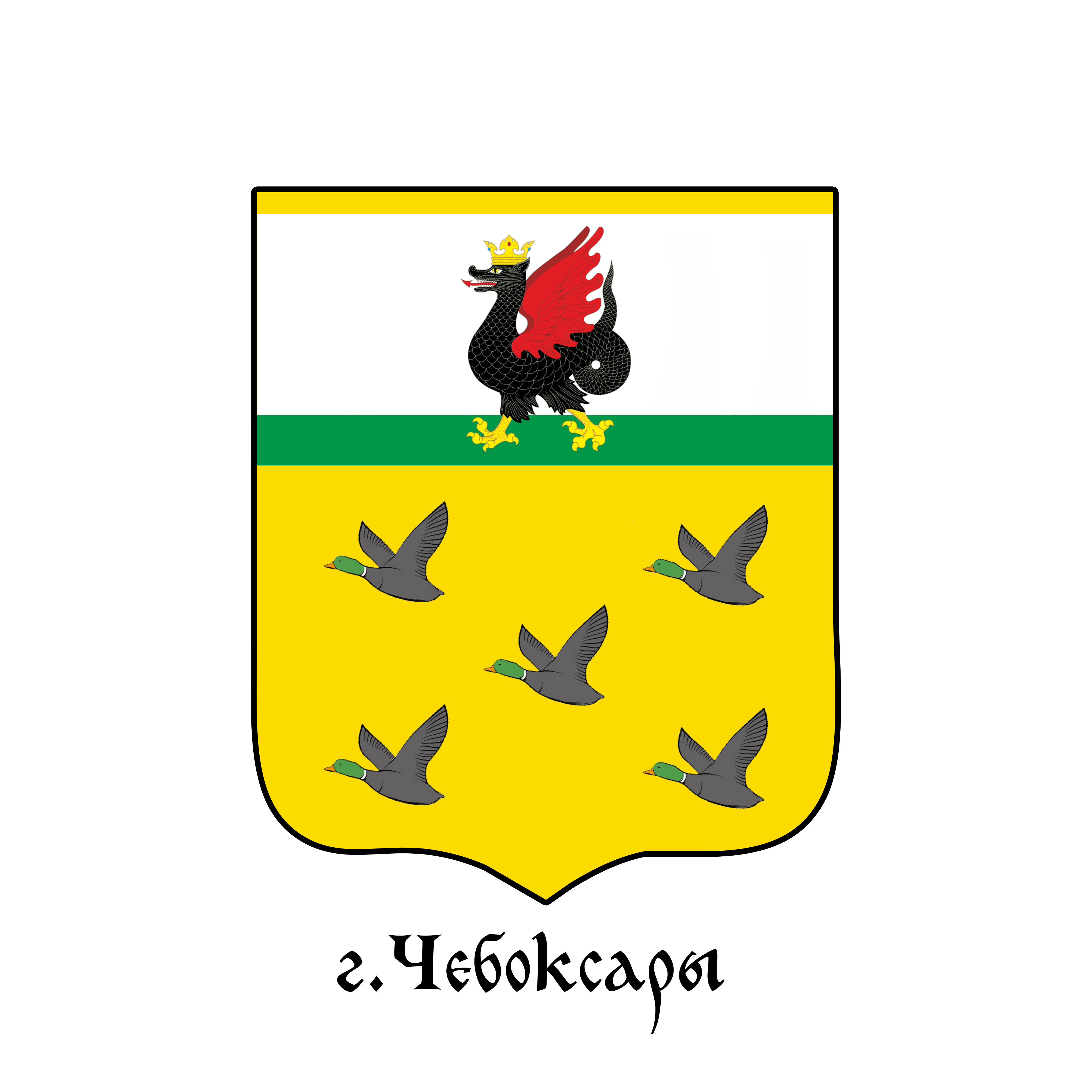
Як виглядав би герб зразка 1781 року в сучасності

Підготовлений в рамках геральдичної реформи б. Кене. Затверджений не був.
У золотому щиті 5 блакитних летять диких качок: 2, 1, 3. У вільній частині герб Казанської губернії. Щит увінчаний срібною стінчастою короною і оточений золотими колоссями, з'єднаними Олександрівською стрічкою